# Coleccionismo de historietas
El coleccionismo de cómics o historietas es el coleccionismo de cómics en tanto que objetos de culto o inversión y no solo para su relectura. Es otro mercado diferente al de compraventa de los originales usados para su impresión.

## Características
La historieta antigua puede poseer, además de su valor artístico o expresivo, un valor arqueológico o sociohistórico, al informar de las condiciones de vida, estéticas e ideologías de tiempos pasados.
Su precio, sin embargo, puede depender de otras variables:
- El número de ejemplares supervivientes, de tal manera que una historieta del que hay pocos ejemplares será más valioso que otro muy abundante.
- Su estado de conservación, que se mide mediante una escala de 10 grados, inventada por Stephen Fishler.[3]
- Modas o corrientes discontinuas de consumo.[2]

## Historia
En la década de los sesenta, podía considerarse que el precio de 100 dólares pagado por un primer ejemplar del número 27 del cuaderno Detective Comics, donde apareció por primera vez Batman, fue bastante alto. Tengáse en cuenta que su precio original en 1939 fue de 10 centavos (unos 7 céntimos de euro).
Recientemente, se ha producido una escalada vertiginosa de los precios, sobre todo en Estados Unidos:
- 13/03/2009: 317.200 dólares (unos 234.000 euros) por un ejemplar del primer número de "Action Comics" (1938), donde Superman apareció por primera vez. Este cómic tenía un seis en la escala de conservación y fue adquirido por John Dolmayan. Su precio original también fue de 10 centavos.[3]
- 23/02/2010: 1 millón de dólares (735.500 euros) por otro ejemplar del primer número de "Action Comics", pero con un grado de conservación mayor (un "8"). Fue adquirido directamente a través de la empresa de subastas ComicConnect.com por un comprador desconocido.[5]
- 26/02/2010: 1,075 millones de dólares (789.077 euros) por un número 27 de Detective Comics (1939). La venta tuvo lugar en una subasta en Dallas.[4]
- 31/11/2011: 2.161.000 dólares (1.605.389 euros) por otro número 1 de Action Comics que había pertenecido a Nicolas Cage y con un 9 en su grado de conservación.[6]
- 10/05/2012: 315.000 dólares (243.000 euros) por otro número 27 de "Detective Comics".[7]

Esta escalada puede justificarse por varios motivos:
- La proliferación de películas basadas en superhéroes.[8]
- La alternativa de inversión que ofrecen los artículos coleccionables en una situación económica caracterizada por el desplome inmobiliario y bursátil.[4]

Por otro lado, la progresiva constitución de un mercado de venta digital, permite augurar que las librerías especializadas hayan de orientarse hacia el coleccionismo de historietas antiguos para poder sobrevivir.

## Coleccionistas más importantes
En Estados Unidos, algunos de los coleccionistas más importantes pertenecen al mundo del cine: Nicolas Cage, George Lucas, Steven Spielberg.